# Patrimoni de la Humanitat a l'Azerbaidjan
El Patrimoni de la Humanitat a l'Azerbaidjan compta actualment amb dos llocs declarats Patrimoni de la Humanitat per la UNESCO, tots dos de caràcter cultural. A més, té cinc béns culturals immaterials en la Llista representativa del Patrimoni Cultural Immaterial de la Humanitat.

## Béns culturals i naturals
Azerbaidjan compta actualment amb els següents llocs declarats com a Patrimoni de la Humanitat per la UNESCO:
| | Ciutat fortificada de Bakú amb el Palau dels Xirvanxàs i la Torre de la Donzella |   |
| Bé cultural inscrit el 2000. | |   |
| Localització: Bakú | |   |
| Zona de protecció: 22 ha. Zona de respecte: 12 ha. | |   |
| \| « \| Construïda en un territori habitat des del Paleolític, la ciutat emmurallada de Bakú mostra les empremtes de la presència successiva de les cultures zoroastriana, sassànida, àrab, persa, shirvani, otomana i russa. La part intramurs (Icheri Shesher) ha conservat intacta una gran part de les seves muralles del segle xii. La Torre de la Verge (Giz Galasy) es va erigir en aquest mateix segle sobre construccions antigues que daten dels segles VII a VI aC. El Palau dels xahs de Xirvan (segle XV) és considerat com una de les joies de l'arquitectura azerbaidjanesa. (UNESCO/BPI)[3] \| » \| | |   |
| « | Construïda en un territori habitat des del Paleolític, la ciutat emmurallada de Bakú mostra les empremtes de la presència successiva de les cultures zoroastriana, sassànida, àrab, persa, shirvani, otomana i russa. La part intramurs (Icheri Shesher) ha conservat intacta una gran part de les seves muralles del segle xii. La Torre de la Verge (Giz Galasy) es va erigir en aquest mateix segle sobre construccions antigues que daten dels segles VII a VI aC. El Palau dels xahs de Xirvan (segle XV) és considerat com una de les joies de l'arquitectura azerbaidjanesa. (UNESCO/BPI) | » |

| | Paisatge cultural d'art rupestre de Qobustan |   |
| Bé cultural inscrit el 2007. | |   |
| Localització: Bakú | |   |
| Zona de protecció: 537 ha. Zona de respecte: 3096 ha. | |   |
| \| « \| Aquest lloc comprèn tres zones d'un altiplà rocós emplaçada a la regió semidesèrtica que ocupa el centre de l'Azerbaidjan. Disposa d'un conjunt excepcional de més de sis mil petroglifs executats al llarg d'un període de 40.000 anys d'art rupestre. També posseeix vestigis de poblaments, coves habitades i llocs funeraris, que constitueixen una prova de la seva ocupació intensiva per l'ésser humà en el període humit subsegüent a l'última era glacial, des del Paleolític Superior fins a l'Edat Mitjana. El lloc abasta una superfície total de 537 hectàrees, que formen part del territori protegit, molt més extens, de la Reserva de Qobustan. (UNESCO/BPI)[4] \| » \| | |   |
| « | Aquest lloc comprèn tres zones d'un altiplà rocós emplaçada a la regió semidesèrtica que ocupa el centre de l'Azerbaidjan. Disposa d'un conjunt excepcional de més de sis mil petroglifs executats al llarg d'un període de 40.000 anys d'art rupestre. També posseeix vestigis de poblaments, coves habitades i llocs funeraris, que constitueixen una prova de la seva ocupació intensiva per l'ésser humà en el període humit subsegüent a l'última era glacial, des del Paleolític Superior fins a l'Edat Mitjana. El lloc abasta una superfície total de 537 hectàrees, que formen part del territori protegit, molt més extens, de la Reserva de Qobustan. (UNESCO/BPI) | » |

| Ciutat fortificada de Bakú amb el Palau dels Xirvanxàs i la Torre de la DonzellaPaisatge cultural d'art rupestre de QobustanPatrimoni de la Humanitat a l'Azerbaidjan (Azerbaidjan) |
| Localització del Patrimoni de la Humanitat a l'Azerbaidjan. |

## Llista indicativa
La inscripció en aquesta llista és la primera etapa per a qualsevol futura candidatura. Azerbaidjan (la llista indicativa va ser revisada per última vegada el 24 octubre 2001) ha presentat els següents llocs:
|  | Surakhany, Atashgyakh (Foc - fidels, temple - museu en Surakhany) Bé cultural Proposat el 1998 |
|  | El mausoleu de Nakhtxivan Bé cultural Proposat el 1998                                         |
|  | Reserva estatal de Hirkan Bé natural Proposat el 1998                                          |
|  | Dipòsit de flora i fauna de la Cambra Període de "Binegadi" Bé natural Proposat el 1998        |
|  | Volcà de fang de "Lok-Batan" Bé natural Proposat el 1998                                       |
|  | Muntanya de Baku Stage Bé natural Proposat el 1998                                             |
|  | Les construccions defensives de la riba de la mar Càspia Bé cultural Proposat el 2001          |
|  | Reserva arquitectònica i històrica de Susa Bé cultural Proposat el 2001                        |
|  | Reserva arquitectònica i històrica d'Ordubad Bé cultural Proposat el 2001                      |
|  | Shaki, el Palau del Khan Bé cultural Proposat el 2001                                          |

## Patrimoni cultural immaterial
Actualment l'Azerbaidjan té vuit elements inscrits a la llista del Patrimoni Cultural Immaterial:
| « | El mugham azerbaidjanès és un gènere musical tradicional caracteritzat per un alt grau d'improvisació. Considerat com una música clàssica i acadèmica, el mugham utilitza melodies, ritmes i tècniques d'interpretació d'origen popular i bard, i es practica en nombroses ocasions en tot el país. Les interpretacions contemporànies d'aquest gènere musical reflecteixen diferents períodes de la complexa història de l'Azerbaidjan, i particularment dels seus contactes amb els perses, els armenis, els georgians i amb certs pobles turcs. Aquest gènere musical comparteix algunes característiques artístiques amb el maqam iraquià, el radif persa i el makam turc. Antany, es tocava principalment en dues ocasions: el toy, és a dir, el banquet tradicional del casament, i el Majles, una tertúlia privada d'aficionats. També practicaven aquest art els membres de les ordres sufís i els actors que interpretaven els drames religiosos anomenats ta'zie o Sabih. S'organitzaven certamens oficials i trobades informals que servien per donar a conèixer al públic a aquests músics consumats. Aquest gènere musical s'associa a un cantant, home o dona, amb músics que toquen instruments tradicionals, com el tar (un llaüt de mànec llarg), el kamancha (violí de quatre cordes amb una rematada en punta, i el daf (una mena de pandero). Com que aquesta música no pot ser transcrita de forma definitiva, les múltiples versions són transmeses per mestres que formen als seus deixebles en l'art subtil de la improvisació, que constitueix la riquesa d'aquesta expressió artística. El mugham ha perdut algunes de les seves característiques estètiques a causa de les influències europees, particularment influents pel que fa a la manera en què els músics interpreten i transmeten el seu art a les noves generacions. (UNESCO/BPI) | » |

| « | L'art dels ashiqs de l'Azerbaidjan agrupa poesies, narracions, danses, cants i músiques instrumentals en una representació escènica tradicional que constitueix un símbol de la cultura del poble azerbaidjanès. Caracteritzat per l'acompanyament amb saz, un instrument musical de corda, el repertori clàssic comprèn uns 200 cants, al voltant de 150 composicions musicals i poètiques dites dastans, uns 2.000 poemes tradicionals de tot gènere i una infinitat de narracions. Les variants regionals poden comprendre altres instruments musicals, però totes elles estan unides pel vincle d'un llenguatge nacional i una història artística comuns. Els ashiqs actuen en casaments, reunions d'amics i festivitats a tot el Caucas, així com en sales de concerts i estudis de ràdio i televisió, i segueixen enriquint el seu repertori amb síntesi de melodies clàssiques i contemporànies. El seu art es considera emblema de la identitat nacional i custodi de la llengua, la literatura i la música azerbaidjanesa. Els ashiqs no només representen la consciència col·lectiva d'un poble, sinó que contribueixen a promoure els intercanvis i el diàleg entre les cultures. Els kurds, lezguianos, talishes, tats i altres grups ètnics de l'Azerbaidjan practiquen sovint l'art dels ashiqs, i els seus cants i poemes s'han difós per tota la regió. (UNESCO/BPI) | » |

| « | El Novruz, anomenat també Nowruz, Nooruz, Navruz, Nauroz i Nevruz, assenyala l'inici d'any nou i la primavera en una vasta zona geogràfica que abasta, entre altres països, Azerbaidjan, Índia, Iran, Kirguizstan, Pakistan, Turquia i l'Uzbekistan. Se celebra tots els anys el 21 de març, data fixada en els seus orígens sobre la base de càlculs astronòmics. El Novruz està vinculat a diverses tradicions locals, com l'evocació de Jamshid, rei mitològic de l'Iran, i a nombroses narracions i llegendes. Els ritus que acompanyen la seva celebració varien d'un lloc a un altre: salts per sobre de fogueres i rierols a l'Iran, col·locació d'espelmes enceses a la porta de les cases, o jocs ancestrals com curses de cavalls i lluita tradicional al Kirguizstan. En gairebé totes les regions s'interpreten cants, s'executen danses i se celebren menjars de caràcter gairebé sagrats, tant en família com en públic. Els que més gaudeixen de les festivitats són els nens, que participen en nombroses activitats com la decoració d'ous durs. Les dones tenen un paper essencial en l'organització del Novruz, així com en la transmissió de les seves tradicions. El Novruz promou valors de pau, de solidaritat entre les famílies i les generacions, de reconciliació i de bon veïnatge, fomentant la diversitat cultural i l'amistat entre els pobles i les diferents comunitats. (UNESCO/BPI) | » |

| « | La catifa azerbaiyana és un teixit tradicional de diferents dimensions fabricat a mà, de textura densa, de superfície peluda o llisa, amb motius característics de les nombroses regions del país en què es fabrica. La fabricació de catifes és una tècnica tradicional que es transmet oralment i mitjançant la pràctica. Els homes xollen les ovelles a la primavera i tardor, mentre que les dones recol·lecten les substàncies colorants, filen la llana i tenyeixen el fil a la primavera, estiu i tardor. La tasca del teixit la fa durant l'hivern un ampli cercle familiar de dones: les filles aprenen a teixir amb les seves mares i àvies, i les nores amb els seus sogres. La catifa es confecciona en un teler horitzontal o vertical amb fils de llana, cotó o seda multicolors, tenyits amb colorants naturals. Recorrent a tècniques especials per crear les catifes de superfície peluda, les teixidores passen un fil i el lliguen al voltant dels fils de l'ordit. Les catifes llises s'executen de diverses maneres amb entrellaçaments d'ordits, trames i trames de motius. L'acte de tallar una catifa del teler revesteix una solemnitat especial. L'art de teixir està estretament vinculat a la vida diària i els costums de les comunitats interessades, i la funció que compleix es manifesta en el significat dels dissenys de les catifes i en la seva utilització. Així, en les festivitats del Novruz (Any Nou) celebrades a la regió, les noies joves reciten endevinalles i entonen cants tradicionals assegudes en catifes. L'ús de les catifes com a elements del mobiliari i de decoració mural està molt estès, i també es teixeixen catifes especials per dispensar tractaments mèdics, pregar i celebrar cerimònies nupcials, naixements de nens i ritus funeraris. (UNESCO/BPI) | » |

| « | El mar és un llaüt amb màstil llarg i cordes polsades que es fabrica i es toca tradicionalment en comunitats de tot l'Azerbaidjan. Molts el consideren l'instrument musical per excel·lència del país i s'usa per interpretar -en sol o acompanyat per altres instruments-moltes melodies tradicionals. Els artesans fabricants del tar transmeten les seves tècniques a aprenents, sovint en el si de les seves pròpies famílies. Comencen la fabricació escollint amb cura les matèries primeres: fusta de morera per a la caixa, d'avellaner per al pal i de perer per a les clavilles. A continuació utilitzen diversos instruments per confeccionar una caixa buida en forma de vuit, que recobreixen amb un fi pericardi de bou. Després fixen la virolla, posen les cordes metàl·liques i adornen la caixa amb incrustacions de nacre. Els músics toquen l'instrument mantenint-lo en posició horitzontal contra el pit, puntejant les seves cordes amb un plectre o fent-les vibrar, i recorrent a petits copets i altres tècniques per donar color a les melodies. La música de tar ocupa un lloc important en casaments, reunions amistoses diverses, esdeveniments festius i concerts públics. Els músics transmeten els seus coneixements i tècniques als joves de les seves comunitats respectives, ja sigui oralment i amb demostracions pràctiques, o bé en conservatoris de música. Els coneixements teòrics i pràctics vinculats a la fabricació i pràctica del tar exerceixen un paper important en la forja de la identitat cultural dels azerbaidjanesos. (UNESCO/BPI) | » |

| « | El chokkan és un joc eqüestre tradicional practicat en una pista plana coberta de gespa, en la qual competeixen dos equips de genets muntats en cavalls karabajos. Cada equip consta de cinc jugadors: dos defensors i tres atacants. El partit dona començament al mig de la pista i els jugadors usen uns malls de mànec llarg, o tacs, per empènyer una petita bola de cuir o fusta i introduir-la a la porteria de la part adversària. Entre les accions del joc s'intercalen execucions de peces d'una música instrumental tradicional anomenada janghi. Els jugadors i entrenadors de chovkan són agricultors i genets experimentats de la regió. Tradicionalment, els jugadors usen barrets d'astracan, vesteixen un sobretot llarg ajustat i porten pantalons, calçat i mitjons especials. Un públic format per persones de totes les edats va a presenciar aquest joc tradicional i animar els seus equips preferits. El chovkan enforteix el sentiment d'identitat arrelat en la cultura nòmada i contribueix a que el cavall es consideri part integrant de la vida diària. Els jugadors més experimentats s'encarreguen de transmetre als principiants les regles, competències pràctiques i tècniques relacionades amb el chovkan en el transcurs d'entrenaments col·lectius. La pràctica i transmissió del chovkan han decaigut a causa de la urbanització, l'emigració i la pèrdua d'interès dels joves per aquest joc. Aquests factors són els causants de l'actual penúria de jugadors i entrenadors, així com de cavalls karabajos. (UNESCO/BPI) | » |

| « | L'art de fabricació del "kelaghayi" té la seva arrel en usos tradicionals estesos al llarg de tota la Ruta de la Seda, i a l'Azerbaidjan es concentra en dos llocs: la ciutat de Shaki i el poble de Basgal. La confecció d'aquest tocat femení abasta diverses fases: el teixit de la tela de seda, el seu tint i la seva ornamentació mitjançant l'ús blocs de fusta. Els teixidors es procuren fils fins de seda obtinguts pels sericultors i, un cop teixits en els seus telers, posen primer a bullir i després a assecar la roba confeccionada, i finalment la tallen en quadrats. Posteriorment, els mestres artesans tenyeixen amb substàncies vegetals de diferents colors els trossos de tela tallats i els ornamenten amb tampons en fusta amarats en solucions a força de colofònia, parafina i oli solidificat. Els colors d'aquests tenen un significat simbòlic vinculat amb freqüència a esdeveniments socials d'especial importància -casaments, cerimònies fúnebres i celebracions- i per algunes activitats de la vida diària. L'art de fabricar el "kelaghayi" és una activitat familiar essencialment i la seva transmissió s'efectua mitjançant l'aprenentatge no formal. Cada família té els seus estils i motius d'ornamentació. La fabricació del "kelaghayi" i la seva utilització com tocat per part de les dones constitueixen una expressió cultural identitària, una tradició religiosa i un símbol de cohesió social que contribueixen a reforçar el paper de la dona i la unitat cultural a la societat azerbaidjana. (UNESCO/BPI) | » |

| « | L'artesania del coure de la Hij comprèn la fabricació i l'ús tradicionals d'objectes de coure de la localitat d'aquest nom, situada al vessant sud de la serralada del Caucas. La totalitat del procés de fabricació el coordina un mestre fonedor amb l'ajuda d'un aprenent, que va adquirint amb la pràctica el domini de les diferents tècniques. Un ferrer atia el foc de la forja amb una manxa i martelleja el coure fos fins modelar en plaques fines. Després, un calderer poleix i ornamenta aquestes plaques fins a obtenir el producte acabat. Aquesta última etapa de la fabricació artesanal té una importància cultural especial, ja que els motius d'ornamentació utilitzats se centren sovint en el medi ambient i l'entorn locals, reflectint els coneixements i valors tradicionals dels dipositaris d'aquest art tradicional. El mestre fonedor s'encarrega de vendre els productes finals al taller i de remunerar el treball dels artesans que han participat en la fabricació. Els coneixements i tècniques tradicionals de fabricació es transmeten de pares a fills en el si de les famílies de fonedors. Són molt nombrosos els azerbaidjanesos que es desplacen a la localitat de Lahij per tal de comprar objectes de coure per a la vida diària, en particular els d'ús alimentari, per estimar que tenen repercussions benèfiques per a la salut. Aquest art tradicional no només constitueix una font d'ingressos important per als artesans, sinó que a més els infon un fort sentiment col·lectiu d'identitat i orgull. A més, l'artesania del coure estreta els vincles familiars en el si de la comunitat de Lahij i es percep com un senyal d'identitat inequívoca d'aquesta localitat. (UNESCO/BPI) | » |